# Bolladello di Cairate

Bolladello di Cairate est un hameau d'Italie, situé dans la région de Lombardie, et plus précisément dans la province de Varèse. Le territoire de Bolladello s'étend sur 3,69 km2 et fait partie de la commune de Cairate.
On y trouve un sanctuaire dédié à Saint Calimero, l'un des premiers évêques de Milan.